# Liste von Synagogen in der Ukraine
Die Liste von Synagogen in der Ukraine enthält ehemalige und bestehende Synagogen in der heutigen Ukraine. Bei der großen Anzahl von Synagogen und Bethäusern, die es vor dem Holocaust gab kann nur eine kleine Anzahl hier aufgeführt werden (hauptsächlich solche mit einem eigenen Artikel).
Bei dem Erbauungsjahr ist das Jahr der Fertigstellung angegeben; bei den kursiv dargestellten Jahreszahlen handelt es sich um ungefähre Werte.
Navigation: B C D H I J K L M N
O P R S T U W
| Stadt              | Oblast          | Name                              | Erbaut                                | Zerstört               | Bemerkung | Bild |
| ------------------ | --------------- | --------------------------------- | ------------------------------------- | ---------------------- | --- | ---- |
| Bar                | Winnyzja        | Große Synagoge                    | 1717                                  | 1941                   | im 2. Weltkrieg zerstört |      |
| Bels               | Lwiw            | Große Synagoge                    | 1834                                  | 1942                   | im 2. Weltkrieg gesprengt |      |
| Berdytschiw        | Schytomyr       | Choral-Synagoge                   | 1860                                  |                        | profaniert, geschütztes Kulturdenkmal                                                                                                   |      |
| Berehowe           | Transkarpatien  | Große Synagoge                    | 1890                                  |                        | 1959 profaniert, Kulturhaus, Betonhülle verdeckt ehemaliges Gebäude                                                                     |      |
| Bereschany         | Ternopil        | Große Synagoge                    | 1718                                  |                        | ab 1939 als Getreidespeicher genutzt, heute Ruine                                                                                       |      |
| Bereschany         | Ternopil        | Synagogen                         |                                       |                        | Cantors Synagoge Reb Judels Synagoge Tschortkower Klois Synagoge Rabbi Mendele Synagoge                                                 |      |
| Beresdiwzi         | Lwiw            | Synagoge                          | 1790 Ende 18. Jahrhundert             | 1941 im 2. WK zerstört | |      |
| Berestetschko      | Wolyn           | Große Synagoge                    | 1885                                  |                        | Profaniert. Umgebaut und heute Musikschule                                                                                              |      |
| Berschad           | Winnyzja        | Synagoge                          | 1820                                  |                        | Weder im Zweiten Weltkrieg zerstört noch zur Sowjetzeit geschlossen.                                                                    |      |
| Bibrka             | Lwiw            | Große Synagoge                    | 1821                                  |                        | nach 1945 viele Jahre Konservenfabrik, heute Ruine                                                                                      |      |
| Bila Zerkwa        | Kiew            | Große Synagoge                    | 1860                                  |                        | gut erhalten, heute Unterrichtsgebäude                                                                                                  |      |
| Bilohirsk          | Krim            | Synagoge                          | 1750                                  | 1942                   | im 2. Weltkrieg zerstört |      |
| Bolechiw           | Iwano-Frankiwsk | Synagoge Bolechiw                 | 1800                                  |                        | steht leer |      |
| Brody              | Lwiw            | Große Synagoge                    | 1742                                  |                        | verfallen |      |
| Budaniw            | Ternopil        | Synagoge Budaniw                  | 1850                                  |                        | verfallen |      |
| Butschatsch        | Ternopil        | Große Synagoge                    | 1728                                  | 1945                   | im 2. Weltkrieg beschädigt, später abgerissen                                                                                           |      |
| Busk               | Lwiw            | Synagoge Busk                     | 1843                                  |                        | heute Wohnhaus und Kirche | 2015 |
| Charkiw            | Charkiw         | Choral-Synagoge                   | 1913                                  |                        | größte Synagoge in der Ukraine |      |
| Chodoriw           | Lwiw            | Synagoge                          | 1642                                  | 1941                   | hölzerne Synagoge, im 2. Weltkrieg zerstört                                                                                             |      |
| Chust              | Transkarpatien  | Synagoge Chust                    | 1750                                  |                        | wurde in den letzten Jahren renoviert                                                                                                   |      |
| Chyriw             | Lwiw            | Alte Synagoge (Chyriw)            | 1740                                  | 1941                   | hölzerne Synagoge im 2. Weltkrieg zerstört                                                                                              |      |
| Czernowitz         | Tscherniwzi     | Israelitischer Tempel             | 1878                                  |                        | 1940 geschlossen, später in Brand gesteckt 1959 teilweise rekonstruiert und als Kino genutzt                                            |      |
| Czernowitz         | Tscherniwzi     | Große Synagoge                    | 1853                                  |                        | 1960 zu Möbelfabrik umgebaut |      |
| Czernowitz         | Tscherniwzi     | Korn-Synagoge                     | 1900                                  |                        | Aktive Synagoge |      |
| Czernowitz         | Tscherniwzi     | Beit-Tefillah-Benjamin-Synagoge   | 1923                                  |                        | Aktive Synagoge |      |
| Dnipro             | Dnipropetrowsk  | Goldene-Rosen-Synagoge            | 1865                                  |                        | 1924 Arbeiterklub und Lagerhaus 1996 Rückgabe an jüdische Gemeinde                                                                      |      |
| Dolyna             | Iwano-Frankiwsk | Synagoge Dolyna (Iwano-Frankiwsk) | 1925                                  |                        | nach Umbau 1993 heute Kirche der Baptisten                                                                                              |      |
| Dolyna (Ternopil)  | Ternopil        | Synagoge Dolyna (Ternopil)        | 1700                                  | 1941                   | hölzerne Synagoge im 2. Weltkrieg zerstört                                                                                              |      |
| Drohobytsch        | Lwiw            | Choral-Synagoge                   | 1865                                  |                        | war verfallen ab 2014 renoviert |      |
| Drohobytsch        | Lwiw            | Osei-Chesed-Synagoge              | 1909                                  |                        | profaniert |      |
| Dubno              | Riwne           | Synagoge Dubno                    | 1784                                  |                        | profaniert verfällt |      |
| Herza              | Tscherniwzi     | Synagoge                          | 1850                                  |                        | |      |
| Horodenka          | Iwano-Frankiwsk | Synagoge                          | 1743                                  |                        | heute als Turnhalle genutzt |      |
| Horodnyzja         | Schytomyr       | Große Synagoge                    | 1913                                  |                        | heute Rathaus |      |
| Hussjatyn          | Ternopil        | Synagoge Hussjatyn                | 1650                                  |                        | im Krieg schwer beschädigt 1960 renoviert, Museum verfällt seit 1990                                                                    |      |
| Hwisdez            | Iwano-Frankiwsk | Synagoge                          | 1640                                  | 1941                   | hölzerne Synagoge, im 1. Weltkrieg beschädigt, 1941 niedergebrannt                                                                      |      |
| Illinzi            | Winnyzja        | Große Synagoge                    | 1750                                  |                        | nach WK II Möbelfabrik; im November 2019 durch Brand stark beschädigt                                                                   |      |
| Isjaslaw           | Chmelnyzkyj     | Große Synagoge                    | 1600                                  |                        | im 2. Weltkrieg stark beschädigt nach 1945 Kesselhaus jetzt nahezu verfallen                                                            |      |
| Isjaslaw           | Chmelnyzkyj     | Neustadtsynagoge                  | 1834                                  |                        | heute Abendschule |      |
| Iwano-Frankiwsk    | Iwano-Frankiwsk | Synagoge Stanisławów              | 1890                                  |                        | 1945 Lagerraum 1991 Teilrückgabe an jüdische Gemeinde                                                                                   |      |
| Jabluniw           | Iwano-Frankiwsk | Synagoge                          | 1674 zwischen 1650 und 1674           | 1914                   | hölzerne Synagoge, im 1. Weltkrieg zerstört                                                                                             |      |
| Jarmolynzi         | Chmelnyzkyj     | Synagoge (Jarmolynzi)             | 1690                                  | 1916                   | hölzerne Synagoge, im 1. Weltkrieg zerstört                                                                                             |      |
| Jaryschiw          | Winnyzja        | Synagoge                          | 1750                                  | 1941                   | hölzerne Synagoge, im 2. Weltkrieg zerstört                                                                                             |      |
| Jaslowez           | Ternopil        | Synagoge                          | 1650                                  | 1941                   | im 2. Weltkrieg zerstört |      |
| Kamjanez-Podilskyj | Chmelnyzkyj     | Synagoge                          | 1850                                  |                        | heute Restaurant |      |
| Kamjanka-Buska     | Lwiw            | Synagoge                          | 1730                                  | 1941                   | hölzerne Synagoge im 2. Weltkrieg zerstört                                                                                              |      |
| Kaniw              | Tscherkassy     | Synagoge                          | 1908                                  |                        | |      |
| Kiew               | Kiew            | Brodsky-Synagoge                  | 1898                                  |                        | 1929 Künstlerklub 1941 Pferdestall 1955 Puppentheater 1997 Rückgabe an jüdische Gemeinde                                                |      |
| Kiew               | Kiew            | Kenesa                            | 1902                                  |                        | gehörte der karäischen Gemeinde, ab 1919/1926 nicht mehr als Synagoge genutzt                                                           |      |
| Kiew               | Kiew            | Halyzka-Synagoge                  | 1910                                  |                        | 1930 als Synagoge geschlossen 2001 Rückgabe an jüdische Gemeinde                                                                        |      |
| Klewan             | Riwne           | Große Synagoge                    | 1850                                  |                        | im WK II schwer beschädigt; danach Textilfabrik; jetzt verfallen                                                                        |      |
| Kowel              | Wolyn           | Große Synagoge                    | 1907                                  |                        | profaniert, heute Textilfabrik |      |
| Korop              | Tschernihiw     | Synagoge                          | 1886                                  |                        | |      |
| Kremenez           | Ternopil        | Große Synagoge                    | 1839                                  | 1941                   | im 2. Weltkrieg zerstört |      |
| Krywyj Rih         | Dnipropetrowsk  | Choral-Synagoge                   | 1899                                  | 1941                   | im 2. Weltkrieg zerstört, später Ruine abgerissen                                                                                       |      |
| Leschniw           | Lwiw            | Große Synagoge                    | 1677                                  | 1941                   | im Krieg stark zerstört später vollständig abgerissen                                                                                   |      |
| Ljuboml            | Wolyn           | Große Synagoge                    | 1510                                  | 1947                   | 1947 abgerissen, obwohl im Krieg kaum zerstört.                                                                                         |      |
| Lukiw              | Wolyn           | Synagoge                          | 1781                                  | 1941                   | |      |
| Luzk               | Wolyn           | Große Synagoge                    | 1628                                  |                        | ab 1942 teilweise zerstört ab 1970 erneuert heute Sportverein-Klubhaus                                                                  |      |
| Luzk               | Wolyn           | Kenessa (Luzk)                    | 1814                                  | 1972                   | Kenessa (Synagoge) der Karäer |      |
| Lwiw               | Lwiw            | Goldene Rose                      | 1582                                  | 1941                   | auch als Taz-Synagoge oder Nachmanowicz-Synagoge bekannt                                                                                |      |
| Lwiw               | Lwiw            | Große Stadtsynagoge               | 1801                                  | 1943                   | |      |
| Lwiw               | Lwiw            | Große Vorstadtsynagoge            | 1633                                  | 1941                   | |      |
| Lwiw               | Lwiw            | Beit Chasidim Synagoge            | 1791                                  | 1941                   | |      |
| Lwiw               | Lwiw            | Chassidische Synagoge             | 1844                                  |                        | auch als Jakob Glanzer Schul bekannt 1941 als Lager benutzt nach 1945 wieder Synagoge ab 1962 Turnhalle ab 1990 jüdisches Kulturzentrum |      |
| Lwiw               | Lwiw            | Tempel-Synagoge                   | 1845                                  | 1941                   | |      |
| Lwiw               | Lwiw            | Tsori-Gilod-Synagoge              | 1925                                  |                        | 1941 als Pferdestall benutzt danach Warenhaus nach 1989 Rückgabe an die jüdische Gemeinde                                               |      |
| Mariupol           | Donezk          | Choral-Synagoge                   | 1882                                  |                        | verfallen |      |
| Mariupol           | Donezk          | Chassidische Synagoge             | 1864                                  |                        | Fundament & Bogentore erhalten Gebäude nach Profanierung von Schule genutzt heutige Synagoge ebenfalls dort (im Hof) angesiedelt.       |      |
| Medschybisch       | Chmelnyzkyj     | BaH-Synagoge                      | 1612                                  | 1941                   | im 2. Weltkrieg in Brand gesteckt; 1950 Reste abgerissen.                                                                               |      |
| Mynkiwzi           | Chmelnyzkyj     | Synagoge                          | 1776                                  | 1941                   | hölzerne Synagoge, im 2. Weltkrieg zerstört.                                                                                            |      |
| Norynsk            | Schytomyr       | Norynsk                           | 1800 Ende 18. /Beginn 19. Jahrhundert | ???                    | |      |
| Nowoselyzja        | Tscherniwzi     | Neue Große Synagoge               | 1919                                  |                        | Steht leer. Besonders schöne Wand- und Deckengemälde                                                                                    |      |
| Odessa             | Odessa          | Or-Sameach-Synagoge               | 1860                                  |                        | ab 1923 als Museum, Musiktheater, Sporthalle genutzt 1996 Rückgabe an jüdische Gemeinde                                                 |      |
| Odessa             | Odessa          | Bejt-Chabat-Synagoge              | 1893                                  |                        | |      |
| Odessa             | Odessa          | Brodsky Synagoge                  | 1863                                  |                        | nach 1925 als Arbeiterklub „Rosa Luxemburg“ genutzt später Stadtarchiv 2016 Rückgabe an jüdische Gemeinde                               |      |
| Odessa             | Odessa          | Kenesa-Synagoge                   | 1895                                  |                        | |      |
| Odessa             | Odessa          | Nachlas-Elieser-Synagoge          | 1890                                  |                        | |      |
| Olesko             | Lwiw            | Große Synagoge                    | 1844                                  |                        | Ruine |      |
| Olyka              | Wolyn           | Große Synagoge                    | 1879                                  | 1942                   | hölzerne Synagoge; zwischen 1942 und 1945 zerstört.                                                                                     |      |
| Osarynzi           | Winnyzja        | Große Synagoge                    | 1800                                  |                        | Ruine, verfallen |      |
| Ostroh             | Riwne           | Große Maharscha-Synagoge          | 1627                                  |                        | 1941 schwer beschädigt; nach 1945 Lagerhaus; heute Ruine.                                                                               |      |
| Pawliwka           | Wolyn           | Synagoge                          | 1750 im 18. Jhdt                      | 1941 im 2. WK          | |      |
| Petschenischyn     | Iwano-Frankiwsk | Synagoge                          | 1793                                  | 1914                   | hölzerne Synagoge; im 1. Weltkrieg von russischen Soldaten abgebrannt                                                                   |      |
| Pidhajzi           | Ternopil        | Synagoge                          | 1648                                  |                        | heute Ruine |      |
| Pohrebyschtsche    | Winnyzja        | Synagoge                          | 1690                                  | 1941                   | hölzerne Synagoge existiert heute nicht mehr                                                                                            |      |
| Pryluky            | Tschernihiw     | Große Synagoge                    | 1861                                  |                        | heute Ruine |      |
| Radomyschl         | Schytomyr       | Synagoge                          | 1887                                  | 1930                   | 1926 bei Brand beschädigt; in den 1930er Jahren abgerissen                                                                              |      |
| Radywyliw          | Riwne           | Große Synagoge                    | 1933                                  |                        | Im WK II stark beschädigt; 1959 zu Kino umgebaut                                                                                        |      |
| Rosdil             | Lwiw            | Synagoge                          | 1730                                  | 1907                   | 1907 oder in WK 1 bei Brand beschädigt/zerstört                                                                                         |      |
| Sadagora           | Tscherniwzi     | Chassidische Synagoge             | 1881                                  |                        | auch als Rebbes Klois bekannt 2016 restauriert                                                                                          |      |
| Sadagora           | Tscherniwzi     | Große Synagoge                    | 1830                                  |                        | in den 1950er Jahren zu Kleiderfabrik umgebaut.                                                                                         |      |
| Sassiw             | Lwiw            | Synagoge                          | 1790                                  | ???                    | hölzerne Synagoge; existiert heute nicht mehr                                                                                           |      |
| Sataniw            | Chmelnyzkyj     | Sataniw Synagoge                  | 1514                                  |                        | vielleicht älteste noch erhaltene Synagoge der Ukraine; ab 1933 Warenlager; war nahezu verfallen; ab 2012 renoviert.                    |      |
| Scharhorod         | Winnyzja        | Scharhorod Synagoge               | 1589                                  |                        | eine der ältesten Synagogen in der Ukraine; von 1674–1699 Moschee; nach 1930 Getränkelager; 2012 Rückgabe                               |      |
| Schepetiwka        | Chmelnyzkyj     | Große Synagoge                    | 1825                                  |                        | Sorgfältig restauriert |      |
| Schidnyzja         | Lwiw            | Schidnyzja Synagoge               | 1880                                  |                        | einzige hölzerne Synagoge in der Ukraine, die heute noch existiert                                                                      |      |
| Schowkwa           | Lwiw            | Sobieski Synagoge                 | 1698                                  |                        | 1941 verwüstet nach 1945 Warenhaus heute Ruine                                                                                          |      |
| Schwanez           | Chmelnyzkyj     | Große Synagoge                    | 1725                                  | 1941                   | Im WK II zerstört |      |
| Schydatschiw       | Lwiw            | Synagoge                          | 1742                                  | 1941 im WK 2           | schöne Wandbemalung, kunstvoller Toraschrein                                                                                            |      |
| Skeliwka           | Lwiw            | Synagoge                          | 1800                                  | 1941                   | Im 2. Weltkrieg niedergebrannt |      |
| Smotrytsch         | Chmelnyzkyj     | Synagoge (Smotrytsch)             | 1745                                  | 1941                   | Im 2. Weltkrieg niedergebrannt |      |
| Sokal              | Lwiw            | Große Synagoge                    | 1700                                  |                        | Im 2. Weltkrieg zerstört, heute Ruine                                                                                                   |      |
| Sokal              | Lwiw            | Neue Synagoge                     | 1890                                  |                        | Profaniert |      |
| Starokostjantyniw  | Chmelnyzkyj     | Große Synagoge                    | 1625                                  | 1941                   | Mitte der 1930er Jahre geschlossen, im 2. Weltkrieg zerstört                                                                            |      |
| Staryj Sambir      | Lwiw            | Chassidische Synagoge             | 1862 oder 1886                        |                        | Nach WK II Lagerhaus; schlechter Zustand                                                                                                |      |
| Stryj              | Lwiw            | Synagoge                          | 1817                                  |                        | heute Ruine |      |
| Swjahel            | Schytomyr       | Große Synagoge                    | 1740                                  | 1945                   | im WK II oder kurz nach Ende abgerissen                                                                                                 |      |
| Talne              | Tscherkassy     | Holzsynagoge                      | 1850                                  | 1941                   | Steht nicht mehr; vermutlich in WK II zerstört                                                                                          |      |
| Ternopil           | Ternopil        | Alte Synagoge                     | 1623                                  | 1944                   | 1941 in Brand gesteckt; 1944 endgültig zerstört                                                                                         |      |
| Torhowyzja         | Riwne           | Torhowyzja                        | 1820                                  | 1941                   | im WK II abgebrannt |      |
| Toporiw            | Lwiw            | Große Synagoge                    | 1700                                  |                        | heute Lagerhaus |      |
| Tschernihiw        | Tschernihiw     | Choral-Synagoge                   | 1863                                  |                        | heute Jugendtheater |      |
| Tschetschelnyk     | Winnyzja        | Große Synagoge                    | 1750                                  |                        | Ruine, soll restauriert werden |      |
| Tschortkiw         | Ternopil        | Alte Synagoge                     | 1771                                  |                        | im 2. Weltkrieg verwüstet |      |
| Tschortkiw         | Ternopil        | Chassidische Synagoge             | 1909                                  |                        | im 2. Weltkrieg verwüstet |      |
| Uman               | Tscherkassy     | Synagoge Uman                     | 1850                                  |                        | in 1930er-Jahren als Synagoge geschlossen, geschütztes Kulturdenkmal                                                                    |      |
| Uschhorod          | Transkarpatien  | Synagoge Uschhorod                | 1910                                  |                        | profaniert, heute Konzerthalle, geschütztes Kulturdenkmal                                                                               |      |
| Welyki Mosty       | Lwiw            | Synagoge                          | 1900                                  |                        | Nach 1945 Lagerhaus. heute Ruine |      |
| Wyschniwez         | Ternopil        | Große Synagoge                    | 1854                                  |                        | Nach 1945 Verwaltungsgebäude |      |
| Wyschnyzja         | Tscherniwzi     | Große Synagoge                    | 1854                                  |                        | Heute städtisches Kulturhaus |      |
| Wolodymyr          | Wolyn           | Große Synagoge                    | 1801                                  | 1942                   | Im 2. WK angezündet und stark beschädigt Ruine ca. 1950 abgerissen                                                                      |      |
| Wynohradiw         | Transkarpatien  | Synagoge                          | 1900                                  |                        | Erbaut im Jugendstil, kürzlich renoviert                                                                                                |      |